# Времева сложност
Времевата сложност е свойство на алгоритмите, използвано в теоретичната информатика и изразяващо тяхната изчислителна сложност чрез компютърното време, необходимо за изпълнението им. Обикновено тя се оценява чрез броя елементарни операции, извършвани от алгоритъма, с допускането, че всяка елементарна операция отнема фиксирано време за своето изпълнение. По този начин времето за изпълнение на логаритъма е равно на броя елементарни операции, умножен по константен коефициент. Времевата сложност обикновено се изразява като функция на размера на входните данни на алгоритъма, например като {\displaystyle O(n)}, {\displaystyle O(n\log n)}, {\displaystyle O(n^{\alpha })}, {\displaystyle O(2^{n})} и т.н., където n размерът на входните данни в битове.